# Resolució 1791 del Consell de Seguretat de les Nacions Unides
La Resolució 1791 del Consell de Seguretat de les Nacions Unides fou adoptada per unanimitat el 19 de desembre de 2007. Després de recordar resolucions sobre la situació a Burundi, en particular la 1719 (2006), el Consell va ampliar el mandat de l'Oficina Integrada de les Nacions Unides a Burundi (BINUB) fins al 31 de desembre de 2008.

## Detalls
El Consell dona la benvinguda al nomenament el 14 de novembre d'un Govern d'Unitat Nacional a Burundi, subratllant la necessitat que el sistema de les Nacions Unides i la comunitat internacional mantinguin el seu suport a la consolidació de la pau i al desenvolupament a llarg termini en aquest país.
El Consell demana al Govern de Burundi i al Palipehutu-Forces nationales de libération (FNL) (FNL), les dues parts de l'Acord Global d'Alto el Foc de setembre de 2006, que s'abstinguessin de qualsevol acció que pogués conduir a la represa de les hostilitats i resoldre els problemes pendents amb un esperit de cooperació. Alhora insta al Palipehutu-FNL a que torni al Mecanisme Conjunt de Verificació i Seguiment, establert per aquest Acord, sense demora ni condició prèvia i alliberar immediatament a tots els nens associats al moviment.
Es va demanar a la BINUB que exercís un paper polític sòlid en suport del procés de pau, en plena coordinació amb socis regionals i internacionals. Es va encoratjar al Govern de Burundi a continuar els seus esforços en matèria de reptes de consolidació de la pau, en particular la governança democràtica i la justícia i la reforma de la seguretat.